# Critonia
Critonia, rod glavočika iz podtribusa Critoniinae, dio tribusa Eupatorieae. Sastoj ise između 37 i 39 vrsta iz tropske Amerike od Meksika do Paragvaja i Antila

## Opis
Rod kritonija obuhvaća oko 40 vrsta drvenastih biljaka iz tropskih krajeva koje su često bile uključene u klasični koncept Eupatorium zbog svojih 5-rebrastih cipsela s papusom od brojnih čekinja. Rod je karakteriziran glatkim, nasuprotnim listovima s peteljkama koji često imaju unutarnje prozirne sekretorne džepove u areolama između žila, štitasto metličastim cvatovima, relativno malo (4-12) cvjetova po glavici i nitastim granama.

## Vrste
1. Critonia arachnoidea (Legname) R.M.King & H.Rob.
2. Critonia aromatisans (DC.) R.M.King & H.Rob.
3. Critonia bartlettii (B.L.Rob.) R.M.King & H.Rob.
4. Critonia billbergiana (Beurlin) R.M.King & H.Rob.
5. Critonia breedlovei R.M.King & H.Rob.
6. Critonia campechensis (B.L.Rob.) R.M.King & H.Rob.
7. Critonia conzattii (Greenm.) R.M.King & H.Rob.
8. Critonia critoniformis (Urb.) comb.ined.
9. Critonia dalea (L.) DC.
10. Critonia daleoides DC.
11. Critonia dominicensis R.M.King & H.Rob.
12. Critonia guerrerensis Rzed.
13. Critonia hebebotrya DC.
14. Critonia heteroneura Ernst
15. Critonia hospitalis (B.L.Rob.) R.M.King & H.Rob.
16. Critonia imbricata Griseb.
17. Critonia inaequidens (Urb.) R.M.King & H.Rob.
18. Critonia laurifolia (B.L.Rob.) R.M.King & H.Rob.
19. Critonia lozanoana (B.L.Rob.) R.M.King & H.Rob.
20. Critonia macropoda DC.
21. Critonia megaphylla (Baker) R.M.King & H.Rob.
22. Critonia morifolia (Mill.) R.M.King & H.Rob.
23. Critonia naiguatensis (V.M.Badillo) R.M.King & H.Rob.
24. Critonia nicaraguensis (B.L.Rob.) R.M.King & H.Rob.
25. Critonia paneroi B.L.Turner
26. Critonia parviflora [Sw.] DC.
27. Critonia platychaeta (Urb.) R.M.King & H.Rob.
28. Critonia pluriseriata (B.L.Rob.) comb.ined.
29. Critonia portoricensis (Urb.) Britton & P.Wilson
30. Critonia pseudodalea DC.
31. Critonia quadrangularis (DC.) R.M.King & H.Rob.
32. Critonia sexangularis (Klatt) R.M.King & H.Rob.
33. Critonia siltepecana (B.L.Turner) R.M.King & H.Rob.
34. Critonia stigmatica (Urb. & Ekman) R.M.King & H.Rob.
35. Critonia tuxtlae R.M.King & H.Rob.
36. Critonia wilburii R.M.King & H.Rob.
37. Critonia yashanalensis (Whittem.) R.M.King & H.Rob.

- Critonia microdon (B.L.Rob.) B.L.Turner; možda zaseban rod Critoniadelphus, Critoniadelphus microdon (B.L.Rob.) R.M.King & H.Rob.
- Critonia nubigena (Benth.) R.M.King & H.Rob.; možda zaseban rod Critoniadelphus, Critoniadelphus nubigenus (Benth.) R.M.King & H.Rob.

## Sinonimi
- Urbananthus R.M.King & H.Rob.; Phytologia 22: 55 (1971) (fide Turner 1997)
- Critoniadelphus R.M.King & H.Rob.; Phytologia 22: 52 (1971) (fide Turner 1997)